# Zhangxi (ort i Kina, Jiangxi Sheng, lat 27,08, long 116,86)
Zhangxi är en ort i Kina. Den ligger i provinsen Jiangxi, i den sydöstra delen av landet, omkring 200 kilometer sydost om provinshuvudstaden Nanchang. Antalet invånare är 6 769. Befolkningen består av 3 339 kvinnor och 3 430 män. Barn under 15 år utgör 20,0 %, vuxna 15-64 år 71 %, och äldre över 65 år 8,0 %.
Runt Zhangxi är det ganska tätbefolkat, med 72 invånare per kvadratkilometer. Närmaste större samhälle är Long'an, 17,1 km norr om Zhangxi. I omgivningarna runt Zhangxi växer i huvudsak blandskog.
Genomsnittlig årsnederbörd är 2 454 millimeter. Den regnigaste månaden är juni, med i genomsnitt 431 mm nederbörd, och den torraste är oktober, med 19 mm nederbörd.